# Harald Bundli
Harald Bundli (* 15. April 1953 in Oslo) ist ein ehemaliger norwegischer Radrennfahrer und nationaler Meister im Radsport.

## Sportliche Laufbahn
Bundli war Teilnehmer der Olympischen Sommerspiele 1972 in München und 1976 in Montreal. Er startete im 1000-Meter-Zeitfahren und belegte beim Sieg von Niels Fredborg den 18. Platz. In Montreal startete er im 1000-Meter-Zeitfahren und belegte beim Sieg von Klaus-Jürgen Grünke den 7. Platz.
Bundli wurde norwegischer Meister im Zeitfahren in den Jahren 1971, 1974 bis 1976 und 1978, nachdem er bereits als Junior Titelträger geworden war. 1978 wurde er auch Meister im Sprint.

## Berufliches
Nach Abschluss seiner aktiven Laufbahn war er auch als TV- und Filmproduzent tätig und gründete eine Video-Produktionsfirma.